# 三銃士 (2014年のテレビドラマ)
三銃士（さんじゅうし、原題：삼총사）は、2014年8月17日からtvNで放送された韓国のテレビドラマ。
全12話。
アレクサンドル・デュマの小説『三銃士』を下敷きにして17世紀の朝鮮王朝を舞台にした時代劇。

## あらすじ
主人公ダルヒャンは科挙（武官の登用試験）のために、父に贈られた老いぼれの馬とあてにならない紹介状を胸にして上京する。
試験前夜、ダルヒャンと同宿していた受験者が何者かに襲撃される。襲撃犯たちを追うダルヒャンは「三銃士」を名乗る謎の3人組と出会う。無事に襲撃犯たちを取り押さえることができたが、そのどさくさにダルヒャンの持っていた「手紙」が三銃士の手に渡る。
その「手紙」は、5年前にユンソという少女がダルヒャンと交わした恋文だった。ダルヒャンは恋文を信じ、武官になって初恋の相手ユンソと結婚するために武芸の腕を磨いてきたのだった。
三銃士のリーダーこそ王の長子・昭顕世子であり、彼こそユンソの夫であった。「手紙」の内容を知った昭顕世子はダルヒャンに、「手紙」を返して欲しければ科挙に首席合格するようにと命じる。

## キャスト
- パク・ダルヒャン（朴達郷）：ジョン・ヨンファ

主人公。都の漢陽まで二か月かかるという田舎の江原道出身。武術に優れる純真な青年。
ダルタニャン役
- 昭顕世子（ソヒョンセジャ）：イ・ジヌク

国王・仁祖の長男で王位継承者。世継ぎがいない事を父の仁祖から度々小言を言われている。
お忍びで市中を巡察中に悪漢を追うダルヒャンと出会い、とっさに「三銃士」と名乗る。
アトス役
- ホ・スンポ（許聖圃）：ヤン・ドングン

世子翊衛司（昭顕世子の護衛武官）。世子の幼なじみ。恐妻家。
ポルトス役
- アン・ミンソ（安珉瑞）：チョン・ヘイン

世子翊衛司（昭顕世子の護衛武官）。元僧侶。お下げ髪の女装剣士に扮することもある。
アラミス役
- ユンソ(嬪宮姜氏)：ソ・ヒョンジン

昭顕世子の妃＝世子嬪（セジャビン）。吏曹判書である姜碩期(カン・ソッキ)の娘。ダルヒャンの初恋の相手。
コンスタンスおよびアンヌ王妃役
- ミリョン（美寧）：ユ・イニョン

世子の初恋の相手。礼曹判書の娘。五年前に死んだはずだが生きており、後金の密使として暗躍する。ヒャンソンと名乗ることもある。
ミレディ役
- キム・ジャジョム（金自點）：パク・ヨンギュ

朝鮮王朝の西人派重臣。聡明な昭顕世子を警戒している。
リシュリュー枢機卿役
- 仁祖：キム・ミョンス

朝鮮王朝第16代王。昭顕世子の父。優柔不断で心配性。
国王ルイ13世役
- 龍骨大（ヨンゴルテ）：キム・ソンミン（朝鮮語版）

後金の将軍。朝鮮への使節団を率いる武人。
ヨンゴルテは朝鮮語の読み、龍骨大はその読みの当て字。漢語ではタタラ・イングルタイ（他塔喇英俄爾岱、満洲語: ᡨᠠᡨᠠᡵᠠ
ᡥᠠᠯᠠ
 ᡳᠩᡤᡡᠯᡩᠠᡳ）。
学問にも優れ、複数の言語・文字がわかる。昭顕世子の人柄に惚れ込み、将来の朝鮮王として三銃士共々瀋陽で教育させたいと考える。
バッキンガム公役
- チェ・ミョンギル（崔鳴吉）：チョン・ノミン

朝鮮王朝の重臣。昭顕世子たち三銃士の師。後金との主和論を唱えている。
トレヴィル隊長役
- ノ・ス（路秀）：パク・ソンミン

ミリョンと行動を共にする隻眼の刺客。双剣使い。
ロシュフォール役
- パンセ：イ・キョン

ダルヒャンの使用人
ブランシェ役

## スタッフ
- 脚本：ソン・ジェジョン
- 演出：キム・ビョンス
- 制作：CJ E＆M Corporation／JS Pictures／Chorokbaem Media

## 韓国国外での放送

### 日本
日本では2016年9月4日午後9時からNHK BSプレミアムにて毎週日曜日に日本語吹替版が放送された。
その後2017年2月15日にポニーキャニオンからDVD-BOXが発売された。
2019年1月28日午前8時15分からテレビ東京「韓流プレミア」で放送する際に放送枠に合わせて全15話に再編集されている。
以下は日本語吹替を担当した声優。
- パク・ダルヒャン：ジョン・ヨンファ（吹替：益山武明[1][2]）
- 昭顕世子（ソヒョンセジャ）：イ・ジヌク（吹替：玉木雅士[1][2]）
- ホ・スンポ：ヤン・ドングン（吹替：最上嗣生[1][2]）
- アン・ミンソ：チョン・ヘイン（吹替：河本啓佑[1][2]）
- ユンソ／世子嬪（セジャビン）：ソ・ヒョンジン（吹替：世戸さおり[1][2]）
- ミリョン／ヒャンソン：ユ・イニョン（吹替：松谷彼哉[1][2]）
- キム・ジャジョム：パク・ヨンギュ（吹替：廣田行生[1][2]）
- 仁祖（インジョ）：キム・ミョンス（吹替：山路和弘[1][2]）
- ヨンゴルテ：キム・ソンミン（朝鮮語版）（吹替：一馬芳和[1][2]）
- チェ・ミョンギル：チョン・ノミン（吹替：川島得愛[1][2]）

#### サブタイトル
(12話版)
1. 「出会い」　First Encounter
2. 「友情の始まり」　The Three Musketeers
3. 「秘密の任務」　Secret Mission
4. 「謎の女」　Protect the Neck of Enemy General Ingguldai
5. 「決闘」　A Duel
6. 「野望」　Commander Kim Ja-jeom
7. 「悲しき初恋」　Mi-ryung and Hyang-sun
8. 「ユンソの願い」　The Crown Princess' Desire
9. 「陰謀」　Immediate Execution
10. 「危機一髪」　One for All, All for One
11. 「復讐」　Kiss
12. 「三銃士よ永遠に」（最終回）　Letter from Mainland